# Сесилия Вега
Сесилия Вега (англ. Cecilia Vega, родилась 10 февраля 1977 г. в городе Клермон-Ферран, Франция) — французская порноактриса. Дебютировала в порноиндустрии в 2006 году в возрасте 29 лет.

## Биография
Вега родилась в феврале 1977 года в Клермон-Ферране, городе в центре Франции, столице региона Овернь. Изучала остеопатию и работала по профессии.
Работала как с европейскими, особенно французскими, так и с американскими продюсерами, такими как Jules Jordan Video, Evil Angel, Brandon Iron Productions, Alkrys, Brazzers, ATV и другими.
В 2009 году получила премию Hot d’Or за лучшую французскую женскую роль.
Закончила карьеру порноактрисы в 2012 году, снявшись в общей сложности в 82 фильмах.

## Награды и номинации

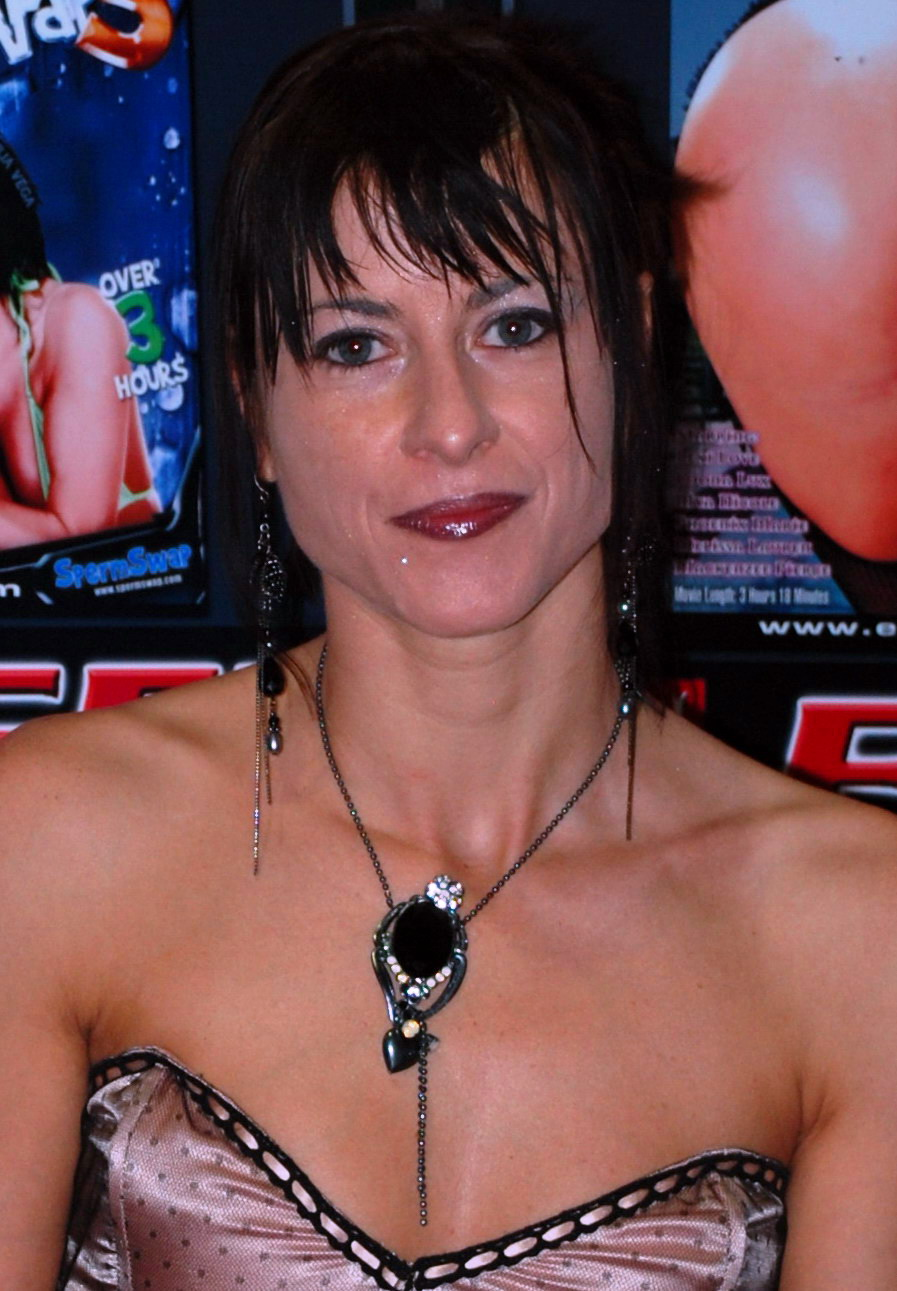
Сесилия Вега на AVN Adult Entertainment Expo в 2009 г.

| Год  | Церемония | Категория                                         | Работа                                       | Результаты |
| ---- | --------- | ------------------------------------------------- | -------------------------------------------- | ---------- |
| 2009 | Hot d'Or  | Лучшая французская исполнительница                |                                              | Победитель |
| 2009 | Hot d'Or  | Лучшая французская актриса                        | Blanche, Alice, Sandy et les Autres — Alkrys | Номинация  |
| 2009 | Hot d'Or  | Лучший блог актрисы                               | www.vegablog.com                             | Номинация  |
| 2009 | AVN Award | Лучшая сексуальная сцена в зарубежной постановке  | Ass Traffic 5                                | Номинация  |
| 2009 | AVN Award | Женский иностранный исполнитель года              |                                              | Номинация  |
| 2010 | AVN Award | Женский иностранный исполнитель года              |                                              | Номинация  |
| 2010 | AVN Award | Лучшая сцена группового секса                     | The Brother Load                             | Номинация  |
| 2010 | AVN Award | Лучшая сексуальная сцена с двойным проникновением | Slutty & Sluttier 9                          | Номинация  |

## Фильмография
- Campeuses à la Ferme (2009) de Christian Lavil
- All About Me 3 (2009)
- Anal Cavity Search 7 (2009)
- Anal Prostitutes on Video 7 (2009)
- Ass Titans 2 (2009)
- Big Butts Like It Big 4 (2009)
- Bitchcraft 6 (2009)
- European Vacation (2009)
- Hand to Mouth 8 (2009)
- Housewives Gone Black 9 (2009)
- I Came in Your Mom 2 (2009)
- Raw (2009)
- Slutty & Sluttier 9 (2009) de Manuel Ferrara
- The Brother Load (2009)
- Two Big, Black & On the Attack (2009)
- Cap d’Agde interdit (2008)
- Marie-Noëlle (2008)
- Bienvenue chez les ch’tites coquines (2008) de Fabien Lafait
- Ce soir je couche avec vous (2008) de Fabien Lafait
- Les Majorettes (2008) de Yannick Perrin
- Ass Traffic 5 (2008)
- Dirty Dreams 8 (2008)
- Eskade: The Submission (2008)
- Evil Anal 6 (2008)
- French Angels (2008)
- Ludivine (2008)
- MILF Thing 3 (2008)
- Rocco: Puppet Master 1 & 2 (2008)
- Sperm Swap 5 (2008)
- Au plus profond de Cecilia (2008) de Christian Lavil
- Glamour Dolls 2 (2007)
- Le sanctuaire (2007) (V. Communications) de Jack Tyler
- Taxi de nuit (2007)